# Copa de Alemania 2019-20
La DFB-Pokal 2019-20 fue la 77.ª edición de esta competición anual de la Copa de Alemania. Inició el 9 de agosto de 2019 con la primera ronda y finalizó el 4 de julio de 2020 en el Estadio Olímpico de Berlín. El campeón participó en la DFL-Supercup 2020 y en la UEFA Europa League 2020-21.

## Calendario
Las diferentes rondas fueron programadas de la siguiente forma:
- Primera ronda: 9 al 12 de agosto de 2019
- Segunda ronda: 29 y 30 de octubre de 2019
- Octavos de final: 4 y 5 de febrero de 2020
- Cuartos de final: 3 y 4 de marzo de 2020
- Semifinales: 9 y 10 de junio de 2020[n. 1]
- Final: 4 de julio de 2020[n. 2]

## Equipos participantes
Participaron 64 equipos: los 18 equipos de la 1. Bundesliga 2018-19, los 18 equipos de la 2. Bundesliga 2018-19, los 4 mejores equipos de la 3. Liga 2018-19 y 24 equipos de las 21 Copas Regionales 2018-19, (Las Copas Regionales Westfalia, Baviera y Baja Sajonia tienen 2 representantes cada una, las otras Copas Regionales solo uno).
| Bundesliga 18 clubes de la temporada 2018-19 | 2. Bundesliga 18 clubes de la temporada 2018-19 | 3. Liga los mejores 4 clubes de la temporada 2018-19 |
| - Augsburgo - Hertha Berlín - Werder Bremen - Borussia Dortmund - Eintracht Fráncfort - Friburgo - Fortuna Düsseldorf - Hannover 96 - Hoffenheim - Núremberg - RB Leipzig - Bayer 04 Leverkusen - Maguncia 05 - Borussia Mönchengladbach - Bayern Múnich - Schalke 04 - VfB Stuttgart - Wolfsburgo | - Erzgebirge Aue - Union Berlín - Arminia Bielefeld - Bochum - Magdeburgo - Darmstadt 98 - Dinamo Dresde - Duisburgo - Hamburgo - Greuther Fürth - Heidenheim - Ingolstadt 04 - Paderborn 07 - Holstein Kiel - Köln - Jahn Regensburg - Sandhausen - St. Pauli | - Osnabrück - Karlsruher SC - Wehen Wiesbaden - Hallescher FC |
| Representativos de las asociaciones regionales 24 representativos de 21 asociaciones regionales de la DFB, clasifican a través de Copas Regionales 2018-19 | | |
| - Baden Waldhof Mannheim - Baviera Würzburger Kickers (GC) VfB Eichstätt (RB) - Berlín Viktoria Berlín - Brandeburgo Energie Cottbus - Bremen FC Oberneuland - Hamburgo TuS Dassendorf - Hesse KSV Baunatal                                                                                        | - Niederrhein KFC Uerdingen - Baja Sajonia SV Drochtersen/Assel (3L/RL) Atlas Delmenhorst (CA) - Mecklenburgo-Vorpommern Hansa Rostock - Mittelrhein Alemannia Aquisgrán - Rheinland FSV Salmrohr - Saarland 1. FC Saarbrücken - Sajonia Chemnitzer            | - Sajonia-Anhalt VfB Germania Halberstadt - Schleswig-Holstein VfB Lübeck - Südbaden FC 08 Villingen - Südwest 1. FC Kaiserslautern - Turingia Wacker Nordhausen - Westfalia SV Rödinghausen (GC) SC Verl (PO) - Wurtemberg SSV Ulm |

## Formato

### Participación
La DFB-Pokal comienza con una ronda de 64 equipos. Los 36 equipos de la Bundesliga y 2. Bundesliga, junto con los 4 primeros clasificados de la 3. Liga se califican automáticamente para el torneo. De los restantes cupos, 21 se otorgan a los ganadores de las copas de las asociaciones regionales de fútbol, el Verbandspokal o Copas Regionales. Los 3 cupos restantes se asignan a las tres asociaciones regionales con la mayoría de los equipos, que actualmente son Baviera, Baja Sajonia y Westfalia. El equipo amateur mejor clasificado de Regionalliga Bayern recibe el lugar para Baviera. Para Baja Sajonia, la Copa de Baja Sajonia se divide en dos llaves: uno para 3. Liga y Regionalliga Nord, y el otro para equipos amateur. Los ganadores de cada llave califican. Para Westfalia, el ganador de un play-off entre el equipo mejor clasificado de la Regionalliga West y la Oberliga Westfalen también se clasifica. Como cada equipo tiene derecho a participar en torneos locales que califican para las copas de la asociación, cada equipo puede, en principio, competir en el DFB-Pokal. Los equipos de reserva y las secciones de fútbol combinadas no pueden entrar, junto con dos equipos de la misma asociación o corporación.

### Sorteo
Los sorteos para las diferentes rondas se realizan de la siguiente manera:
Para la primera ronda, los equipos participantes se dividirán en dos bombos de 32 equipos cada uno. El primer bombo contiene todos los equipos que se han clasificado a través de sus competiciones de copa regionales, los mejores cuatro equipos de la 3. Liga y los cuatro equipos inferiores de la 2. Bundesliga. Cada equipo de este bombo será emparejado con un equipo del segundo bombo, que contiene todos los equipos profesionales restantes (todos los equipos de la Bundesliga y los catorce equipos restantes de la 2. Bundesliga). Los equipos del primer bombo se establecerán como el equipo local en el proceso del sorteo.
El escenario de dos bombos también se aplicará para la segunda ronda, con los restantes equipos de la 3. Liga y/o equipo(s) amateur(s) en el primer bombo y los restantes equipos de la Bundesliga y 2. Bundesliga en el otro bombo. Una vez más, la 3. Liga y/o equipo(s) amateur(s) servirán como anfitriones. Sin embargo, esta vez los bombos no tienen que ser de la misma cantidad, dependiendo de los resultados de la primera ronda. Teóricamente, incluso es posible que haya un solo bombo, si todos los equipos de uno de los bombos de la primera ronda vencen a todos los demás en el segundo bombo. Una vez que un bombo esté vacío, los pares restantes se extraerán del otro bombo con el primer equipo sorteado para un partido que sirva como anfitriones.
Para las rondas restantes, el sorteo se realizará desde un solo bote. Cualquier equipo de la 3. Liga y/o equipo(s) amateur(s) será el equipo local si se empareja contra un equipo profesional. En todos los demás casos, el primer equipo seleccionado servirá como anfitriones.

### Sistema de juego
Los equipos se enfrentan en un solo partido por ronda. En caso de empate en tiempo reglamentario, se añadirán dos tiempos suplementarios de quince minutos cada uno y si el encuentro sigue igualado, la tanda de penaltis definirá que equipo avanza a la siguiente fase. Un total de siete jugadores pueden aparecer en el banco de suplentes, y se permiten hasta tres sustituciones durante los 90 minutos. Después de la aprobación por la IFAB en 2016, se permite el uso de un cuarto sustituto en tiempo adicional como parte de un proyecto piloto. A partir de los cuartos de final, un video árbitro asistente será designado para todos los partidos de DFB-Pokal. Aunque técnicamente es posible, el VAR no se utilizará para los partidos en casa de los clubes de la Bundesliga antes de los cuartos de final para brindar un enfoque uniforme a todos los partidos.

### Clasificación
El ganador de la DFB-Pokal obtiene la calificación automática para la fase de grupos de la edición del próximo año de la UEFA Europa League. Si ya se han clasificado para la Liga de Campeones de la UEFA a través de la posición en la Bundesliga, el puesto irá al equipo en sexto lugar, y la segunda ronda de clasificación de la liga será para el equipo en séptimo lugar. El ganador también recibirá la DFL-Supercup al comienzo de la próxima temporada, y se enfrentará al campeón de la Bundesliga del año anterior, a menos que el mismo equipo gane la Bundesliga y la DFB-Pokal, completando un doblete. En ese caso, el subcampeón de la Bundesliga tomará el lugar y el anfitrión en su lugar.
El fixture es el siguiente:

## Partidos
Se llevarán a cabo un total de sesenta y tres partidos, comenzando con la primera ronda el 9 de agosto de 2019 y culminando con la final el 4 de julio de 2020 en el Olympiastadion en Berlín.
Los horarios hasta el 26 de octubre de 2019 y desde el 29 de marzo de 2020 son CEST (UTC+2). Los horarios del 27 de octubre de 2019 al 28 de marzo de 2020 son CET (UTC+1).

### Primera ronda
El sorteo de la primera ronda se realizó el 15 de junio de 2019 a las 18:00, con Nia Künzer sorteando los partidos. Los treinta y dos partidos tuvieron lugar del 9 al 12 de agosto de 2019.
| 9 de agosto de 2019, 20:45 | Uerdingen | 0:2 (0:0)                     | Borussia Dortmund      | Merkur Spiel-Arena, Düsseldorf                               |                                                              |
|                            |           | DFB Reporte Soccerway Reporte | Reus 49' · Alcácer 70' | Asistencia: 32 110 espectadores Árbitro(s): Sascha Stegemann | Asistencia: 32 110 espectadores Árbitro(s): Sascha Stegemann |

| 9 de agosto de 2019, 20:45 | Ingolstadt 04 | 0:1 (0:0)                     | Núremberg   | Audi Sportpark, Ingolstadt                                 |                                                            |
|                            |               | DFB Reporte Soccerway Reporte | Dovedan 87' | Asistencia: 14 348 espectadores Árbitro(s): Daniel Siebert | Asistencia: 14 348 espectadores Árbitro(s): Daniel Siebert |

| 9 de agosto de 2019, 21:30 | Sandhausen | 0:1 (0:1)                     | Borussia Mönchengladbach | BWT-Stadion am Hardtwald, Sandhausen                        |                                                             |
|                            |            | DFB Reporte Soccerway Reporte | Thuram 19'               | Asistencia: 13 695 espectadores Árbitro(s): Robert Hartmann | Asistencia: 13 695 espectadores Árbitro(s): Robert Hartmann |

| 10 de agosto de 2019, 15:30 | Kaiserslautern               | 2:0 (0:0)                     | Mainz 05 | Fritz-Walter-Stadion, Kaiserslautern                     |                                                          |
|                             | Starke 63' (pen.) · Pick 90' | DFB Reporte Soccerway Reporte |          | Asistencia: 40 694 espectadores Árbitro(s): Felix Zwayer | Asistencia: 40 694 espectadores Árbitro(s): Felix Zwayer |

| 10 de agosto de 2019, 15:30 | Alemannia Aquisgrán | 1:4 (0:2)                     | Bayer Leverkusen                                               | New Tivoli Stadion, Aquisgrán                               |                                                             |
|                             | Batarilo 56'        | DFB Reporte Soccerway Reporte | Hackenberg 19' (a.g.) · Volland 39' · Bailey 72' · Havertz 88' | Asistencia: 30 861 espectadores Árbitro(s): Martin Petersen | Asistencia: 30 861 espectadores Árbitro(s): Martin Petersen |

| 10 de agosto de 2019, 15:30 | Dassendorf | 0:3 (0:1)                     | Dinamo Dresde                        | GGZ-Arena, Zwickau                                           |                                                              |
|                             |            | DFB Reporte Soccerway Reporte | C. Löwe 37' · Burnić 75' · Röser 77' | Asistencia: 5673 espectadores Árbitro(s): Jonas Weickenmeier | Asistencia: 5673 espectadores Árbitro(s): Jonas Weickenmeier |

| 10 de agosto de 2019, 15:30 | Villingen       | 1:3 (1:1, 1:0) (t. s.)        | Fortuna Düsseldorf                       | MS Technologie Arena, Villingen-Schwenningen           |                                                        |
|                             | Ukoh 42' (pen.) | DFB Reporte Soccerway Reporte | Ampomah 56' · Ofori 102' · Hennings 116' | Asistencia: 8000 espectadores Árbitro(s): Florian Heft | Asistencia: 8000 espectadores Árbitro(s): Florian Heft |

| 10 de agosto de 2019, 15:30 | Drochtersen/Assel | 0:5 (0:1)                     | Schalke 04                                                              | Kehdinger Stadion, Drochtersen                           |                                                          |
|                             |                   | DFB Reporte Soccerway Reporte | Skrzybski 44' · Burgstaller 61' 83' · Caligiuri 65' (pen.) · Mercan 73' | Asistencia: 8000 espectadores Árbitro(s): Michael Bacher | Asistencia: 8000 espectadores Árbitro(s): Michael Bacher |

| 10 de agosto de 2019, 15:30 | Viktoria Berlín | 0:1 (0:1)                     | Arminia Bielefeld | Friedrich-Ludwig-Jahn-Sportpark, Berlín               |                                                       |
|                             |                 | DFB Reporte Soccerway Reporte | Voglsammer 15'    | Asistencia: 4503 espectadores Árbitro(s): Franz Bokop | Asistencia: 4503 espectadores Árbitro(s): Franz Bokop |

| 10 de agosto de 2019, 15:30 | Verl                               | 2:1 (2:0)                     | Augsburgo       | Sportclub Arena, Verl                                         |                                                               |
|                             | Suchý 8' (a.g.) · Schallenberg 23' | DFB Reporte Soccerway Reporte | Hahn 83' (pen.) | Asistencia: 4198 espectadores Árbitro(s): Matthias Jöllenbeck | Asistencia: 4198 espectadores Árbitro(s): Matthias Jöllenbeck |

| 10 de agosto de 2019, 15:30 | Wacker Nordhausen | 1:4 (1:1)                     | Erzgebirge Aue                                     | Albert-Kuntz-Sportpark, Nordhausen                        |                                                           |
|                             | Mickels 22'       | DFB Reporte Soccerway Reporte | Baumgart 38' · Hochschieidt 57' · Testroet 80' 84' | Asistencia: 4337 espectadores Árbitro(s): Christof Günsch | Asistencia: 4337 espectadores Árbitro(s): Christof Günsch |

| 10 de agosto de 2019, 15:30 | Magdeburgo | 0:1 (0:0, 0:0) (t. s.)        | Friburgo        | MDCC-Arena, Magdeburgo                                  |                                                         |
|                             |            | DFB Reporte Soccerway Reporte | Waldschmidt 93' | Asistencia: 14 093 espectadores Árbitro(s): Harm Osmers | Asistencia: 14 093 espectadores Árbitro(s): Harm Osmers |

| 10 de agosto de 2019, 18:30 | Würzburger Kickers                                         | 3:3 (2:2, 1:1)) (t. s.)(4:5 p.) | Hoffenheim                                  | Flyeralarm-Arena, Würzburgo                                |                                                            |
|                             | Kaufmann 68' · Vrenezi 75' (pen.) · Pfeiffer 114'          | DFB Reporte Soccerway Reporte   | Kadeřábek 29' · Bebou 54' · Szalai 99'      | Asistencia: 10 000 espectadores Árbitro(s): Guido Winkmann | Asistencia: 10 000 espectadores Árbitro(s): Guido Winkmann |
|                             |                                                            | Tiros desde el punto penal      |                                             |                                                            |                                                            |
|                             | Hägele · Schuppan · Kaufmann · Vrenezi · Widemann · Hansen |                                 | Szalai · Bebou · Skov · Rudy · Rupp · Posch |                                                            |                                                            |

| 10 de agosto de 2019, 18:30 | Baunatal                     | 2:3 (2:1)                     | Bochum                      | Parkstadion Baunatal, Baunatal                                |                                                               |
|                             | Blahout 32' · Schrader 45+2' | DFB Reporte Soccerway Reporte | Ganvoula 17' (pen.) 70' 73' | Asistencia: 5748 espectadores Árbitro(s): Wolfgang Haslberger | Asistencia: 5748 espectadores Árbitro(s): Wolfgang Haslberger |

| 10 de agosto de 2019, 18:30 | Ulm | 0:2 (0:1)                     | Heidenheim                           | Donaustadion, Ulm                                              |                                                                |
|                             |     | DFB Reporte Soccerway Reporte | Leipertz 7' · Schnatterer 71' (pen.) | Asistencia: 19 000 espectadores Árbitro(s): Florian Badstübner | Asistencia: 19 000 espectadores Árbitro(s): Florian Badstübner |

| 10 de agosto de 2019, 20:45 | Atlas Delmenhorst | 1:6 (1:4)                     | Werder Bremen                                                            | Weserstadion, Bremen                                        |                                                             |
|                             | Schmidt 30'       | DFB Reporte Soccerway Reporte | Osako 10' · Moisander 19' · Rashica 37' · Klaassen 40' · Pizarro 68' 74' | Asistencia: 41 500 espectadores Árbitro(s): Patrick Ittrich | Asistencia: 41 500 espectadores Árbitro(s): Patrick Ittrich |

| 11 de agosto de 2019, 15:30 | Salmrohr | 0:6 (0:1)                     | Holstein Kiel                                        | Salmtalstadion, Salmtal                                  |                                                          |
|                             |          | DFB Reporte Soccerway Reporte | Baku 39' 65' 76' · Lee 54' · Atanga 63' · Porath 88' | Asistencia: 6500 espectadores Árbitro(s): Thorben Siewer | Asistencia: 6500 espectadores Árbitro(s): Thorben Siewer |

| 11 de agosto de 2019, 15:30 | Germania Halberstadt | 0:6 (0:1)                     | Union Berlín                                                                     | Friedenstadion, Halberstadt                              |                                                          |
|                             |                      | DFB Reporte Soccerway Reporte | Schlotterbeck 27' · Andersson 65' · Lenz 67' · Mees 71' · Andrich 76' · Ujah 89' | Asistencia: 6000 espectadores Árbitro(s): Tobias Reichel | Asistencia: 6000 espectadores Árbitro(s): Tobias Reichel |

| 11 de agosto de 2019, 15:30 | Rödinghausen                          | 3:3 (3:3, 0:2) (t. s.)(2:4 p.) | Paderborn 07                                | Häcker Wiehenstadion, Rödinghausen                     |                                                        |
|                             | Engelmann 53' · Lokotsch 79' 85'      | DFB Reporte Soccerway Reporte  | Hünemeier 28' · Antwi-Adjei 43' · Mamba 73' | Asistencia: 2236 espectadores Árbitro(s): Arne Aarnink | Asistencia: 2236 espectadores Árbitro(s): Arne Aarnink |
|                             |                                       | Tiros desde el punto penal     |                                             |                                                        |                                                        |
|                             | Lokotsch · Backszat · Wolff · Steffen |                                | Hünemeier · Gjasula · Collins · Cauly       |                                                        |                                                        |

| 11 de agosto de 2019, 15:30 | Waldhof Mannheim            | 3:5 (2:2)                     | Eintracht Frankfurt                           | Carl-Benz-Stadion, Mannheim                             |                                                         |
|                             | Sulejmani 3' 11' · Marx 72' | DFB Reporte Soccerway Reporte | Kamada 21' · Kostić 45+1' · Rebić 76' 81' 88' | Asistencia: 24 302 espectadores Árbitro(s): Felix Brych | Asistencia: 24 302 espectadores Árbitro(s): Felix Brych |

| 11 de agosto de 2019, 15:30 | Oberneuland | 1:6 (0:3)                     | Darmstadt 98                                                    | Florian Wellmann Stadion, Bremen                        |                                                         |
|                             | Jobe 48'    | DFB Reporte Soccerway Reporte | Schnellhardt 32' · Mehlem 37' · Dursun 43' 56' 75' · Skarke 89' | Asistencia: 4500 espectadores Árbitro(s): Pascal Müller | Asistencia: 4500 espectadores Árbitro(s): Pascal Müller |

| 11 de agosto de 2019, 15:30 | Saarbrücken                   | 3:2 (0:0)                     | Jahn Regensburg                      | Hermann-Neuberger-Stadion, Völklingen                     |                                                           |
|                             | Jurcher 53' 90+3' · Zeitz 76' | DFB Reporte Soccerway Reporte | Besuschkow 64' (pen.) · Grüttner 74' | Asistencia: 4000 espectadores Árbitro(s): Sven Waschitzki | Asistencia: 4000 espectadores Árbitro(s): Sven Waschitzki |

| 11 de agosto de 2019, 15:30 | Lübeck                                         | 3:3 (2:2, 1:0) (t. s.)(3:4 p.) | St. Pauli                                        | Stadion Lohmühle, Lübeck                                     |                                                              |
|                             | Deichmann 9' · Thiel 55' · Arslan 115'         | DFB Reporte Soccerway Reporte  | Sobota 63' · Diamantakos 66' · Knoll 94'         | Asistencia: 15 292 espectadores Árbitro(s): Frank Willenborg | Asistencia: 15 292 espectadores Árbitro(s): Frank Willenborg |
|                             |                                                | Tiros desde el punto penal     |                                                  |                                                              |                                                              |
|                             | Arslan · Malone · Halke · Matovina · Fernandes |                                | Sobota · Hoffmann · Lankford · Buchtmann · Knoll |                                                              |                                                              |

| 11 de agosto de 2019, 15:30 | Eichstätt | 1:5 (0:3)                     | Hertha Berlín                                           | Audi Sportpark, Ingolstadt                            |                                                       |
|                             | Kügel 51' | DFB Reporte Soccerway Reporte | Darida 11' · Ibišević 12' 31' · Kalou 62' · Esswein 75' | Asistencia: 7030 espectadores Árbitro(s): Timo Gerach | Asistencia: 7030 espectadores Árbitro(s): Timo Gerach |

| 11 de agosto de 2019, 15:30 | Osnabrück                        | 2:3 (1:3)                     | RB Leipzig                        | Stadion Bremer Brücke, Osnabrück                           |                                                            |
|                             | Amenyido 9' · Álvarez 73' (pen.) | DFB Reporte Soccerway Reporte | Sabitzer 7' 31' · Klostermann 29' | Asistencia: 16 667 espectadores Árbitro(s): Tobias Stieler | Asistencia: 16 667 espectadores Árbitro(s): Tobias Stieler |

| 11 de agosto de 2019, 18:30 | Chemnitzer                                                           | 2:2 (2:2, 0:0) (t. s.)(5:6 p.) | Hamburgo                                                                 | Stadion Chemnitz, Chemnitz                                |                                                           |
|                             | Božić 57' (pen.) · Langer 68'                                        | DFB Reporte Soccerway Reporte  | Hinterseer 62' · Kittel 75'                                              | Asistencia: 12 130 espectadores Árbitro(s): Robert Kampka | Asistencia: 12 130 espectadores Árbitro(s): Robert Kampka |
|                             |                                                                      | Tiros desde el punto penal     |                                                                          |                                                           |                                                           |
|                             | Müller · Sarmov · Bonga · Schoppenhauer · Tallig · Itter · Reddemann |                                | Kittel · Hinterseer · Narey · Wintzheimer · Jairo · Van Drongelen · Fein |                                                           |                                                           |

| 11 de agosto de 2019, 18:30 | Duisburgo                 | 2:0 (2:0)                     | Greuther Fürth | Schauinsland-Reisen-Arena, Duisburgo                          |                                                               |
|                             | Daschner 4' · Albutat 14' | DFB Reporte Soccerway Reporte |                | Asistencia: 14 000 espectadores Árbitro(s): Christian Dingert | Asistencia: 14 000 espectadores Árbitro(s): Christian Dingert |

| 11 de agosto de 2019, 18:30 | Wehen Wiesbaden                       | 3:3 (2:2, 0:2) (t. s.)(2:3 p.) | Colonia                                         | BRITA-Arena, Wiesbaden                                    |                                                           |
|                             | Lorch 53' 56' · Kyereh 118'           | DFB Reporte Soccerway Reporte  | Córdoba 39' · Kainz 42' · Schaub 107'           | Asistencia: 8000 espectadores Árbitro(s): Robert Schröder | Asistencia: 8000 espectadores Árbitro(s): Robert Schröder |
|                             |                                       | Tiros desde el punto penal     |                                                 |                                                           |                                                           |
|                             | Kuhn · Gül · Guthörl · Kyereh · Ajani |                                | Terodde · Kainz · Modeste · Hector · Verstraete |                                                           |                                                           |

| 12 de agosto de 2019, 18:30 | Hallescher                            | 3:5 (3:3, 1:1) (t. s.)        | Wolfsburgo                                                           | Erdgas Sportpark, Halle                                    |                                                            |
|                             | Drinkuth 43' · Mai 57' · Fetsch 90+2' | DFB Reporte Soccerway Reporte | Weghorst 44' · Gerhardt 49' · William 70' · Knoche 92' · Brekalo 94' | Asistencia: 13 500 espectadores Árbitro(s): Markus Schmidt | Asistencia: 13 500 espectadores Árbitro(s): Markus Schmidt |

| 12 de agosto de 2019, 18:30 | Karlsruher                         | 2:0 (0:0)                     | Hannover 96 | Wildparkstadion, Karlsruhe                                  |                                                             |
|                             | Grozurek 53' · Wanitzek 61' (pen.) | DFB Reporte Soccerway Reporte |             | Asistencia: 11 779 espectadores Árbitro(s): Benjamin Cortus | Asistencia: 11 779 espectadores Árbitro(s): Benjamin Cortus |

| 12 de agosto de 2019, 18:30 | Hansa Rostock | 0:1 (0:1)                     | Stuttgart        | Ostseestadion, Rostock                                     |                                                            |
|                             |               | DFB Reporte Soccerway Reporte | Al Ghaddioui 19' | Asistencia: 24 000 espectadores Árbitro(s): Sven Jablonski | Asistencia: 24 000 espectadores Árbitro(s): Sven Jablonski |

| 12 de agosto de 2019, 20:45 | Energie Cottbus  | 1:3 (0:1)                     | Bayern Múnich                              | Stadion der Freundschaft, Cottbus                           |                                                             |
|                             | Taz 90+3' (pen.) | DFB Reporte Soccerway Reporte | Lewandowski 32' · Coman 65' · Goretzka 85' | Asistencia: 20 602 espectadores Árbitro(s): Bastian Dankert | Asistencia: 20 602 espectadores Árbitro(s): Bastian Dankert |

### Segunda ronda
El sorteo de la segunda ronda se llevó a cabo el 18 de agosto de 2019 a las 18:00 con Sebastian Kehl como encargado de armar los emparejamientos. Los dieciséis partidos tuvieron lugar el 29 y 30 de octubre de 2019.
| 29 de octubre de 2019, 18:30 | Hamburgo        | 1:2 (1:1, 1:1) (t. s.)        | Stuttgart                              | Volksparkstadion, Hamburgo                                  |                                                             |
|                              | Hunt 16' (pen.) | DFB Reporte Soccerway Reporte | González 2' (pen.) · Al Ghaddioui 113' | Asistencia: 45 503 espectadores Árbitro(s): Bastian Dankert | Asistencia: 45 503 espectadores Árbitro(s): Bastian Dankert |

| 29 de octubre de 2019, 18:30 | Saarbrücken                             | 3:2 (0:0)                     | Colonia                  | Hermann-Neuberger-Stadion, Völklingen                     |                                                           |
|                              | Schorch 53' · Jurcher 57' · Jänicke 90' | DFB Reporte Soccerway Reporte | Hector 70' · Terodde 84' | Asistencia: 6800 espectadores Árbitro(s): Martin Petersen | Asistencia: 6800 espectadores Árbitro(s): Martin Petersen |

| 29 de octubre de 2019, 18:30 | Friburgo   | 1:3 (1:1)                     | Union Berlín                           | Schwarzwald-Stadion, Friburgo                             |                                                           |
|                              | Koch 45+2' | DFB Reporte Soccerway Reporte | Mees 36' · Andrich 87' · Gentner 90+2' | Asistencia: 24 000 espectadores Árbitro(s): Robert Kampka | Asistencia: 24 000 espectadores Árbitro(s): Robert Kampka |

| 29 de octubre de 2019, 18:30 | Duisburgo | 0:2 (0:0)                     | Hoffenheim                   | Schauinsland-Reisen-Arena, Duisburgo                     |                                                          |
|                              |           | DFB Reporte Soccerway Reporte | Grillitsch 53' · Adamyan 59' | Asistencia: 14 306 espectadores Árbitro(s): Sören Storks | Asistencia: 14 306 espectadores Árbitro(s): Sören Storks |

| 29 de octubre de 2019, 20:00 | Bochum            | 1:2 (1:0)                     | Bayern Múnich           | Vonovia Ruhrstadion, Bochum                                 |                                                             |
|                              | Davies 35' (a.g.) | DFB Reporte Soccerway Reporte | Gnabry 83' · Müller 89' | Asistencia: 26 600 espectadores Árbitro(s): Robert Schröder | Asistencia: 26 600 espectadores Árbitro(s): Robert Schröder |

| 29 de octubre de 2019, 20:45 | Arminia Bielefeld     | 2:3 (0:3)                     | Schalke 04                 | SchücoArena, Bielefeld                                   |                                                          |
|                              | Klos 72' · Soukou 77' | DFB Reporte Soccerway Reporte | Schöpf 16' · Raman 25' 31' | Asistencia: 26 203 espectadores Árbitro(s): Manuel Gräfe | Asistencia: 26 203 espectadores Árbitro(s): Manuel Gräfe |

| 29 de octubre de 2019, 20:45 | Darmstadt 98 | 0:1 (0:0)                     | Karlsruher  | Merck-Stadion am Böllenfalltor, Darmstadt                      |                                                                |
|                              |              | DFB Reporte Soccerway Reporte | Hofmann 85' | Asistencia: 11 201 espectadores Árbitro(s): Florian Badstübner | Asistencia: 11 201 espectadores Árbitro(s): Florian Badstübner |

| 29 de octubre de 2019, 20:45 | Bayer Leverkusen | 1:0 (1:0)                     | Paderborn 07 | BayArena, Leverkusen                                       |                                                            |
|                              | Alario 25'       | DFB Reporte Soccerway Reporte |              | Asistencia: 14 000 espectadores Árbitro(s): Sven Jablonski | Asistencia: 14 000 espectadores Árbitro(s): Sven Jablonski |

| 30 de octubre de 2019, 18:30 | Wolfsburgo   | 1:6 (0:1)                     | RB Leipzig                                                                   | Volkswagen Arena, Wolfsburgo                             |                                                          |
|                              | Weghorst 89' | DFB Reporte Soccerway Reporte | Bruma 13' (a.g.) · Sabitzer 55' · Forsberg 58' · Laimer 61' · Werner 68' 88' | Asistencia: 17 705 espectadores Árbitro(s): Felix Zwayer | Asistencia: 17 705 espectadores Árbitro(s): Felix Zwayer |

| 30 de octubre de 2019, 18:30 | Werder Bremen                                            | 4:1 (4:1)                     | Heidenheim               | Weserstadion, Bremen                                        |                                                             |
|                              | Rashica 6' · Bittencourt 11' · Klaassen 18' · Friedl 41' | DFB Reporte Soccerway Reporte | Schnatterer 45+1' (pen.) | Asistencia: 38 668 espectadores Árbitro(s): Daniel Schlager | Asistencia: 38 668 espectadores Árbitro(s): Daniel Schlager |

| 30 de octubre de 2019, 18:30 | Verl                                                                                    | 1:1 (1:1, 1:1) (t. s.)(8:7 p.) | Holstein Kiel                                                                  | Sportclub Arena, Verl                                     |                                                           |
|                              | Hecker 45+1'                                                                            | DFB Reporte Soccerway Reporte  | Serra 13'                                                                      | Asistencia: 5153 espectadores Árbitro(s): Christof Günsch | Asistencia: 5153 espectadores Árbitro(s): Christof Günsch |
|                              |                                                                                         | Tiros desde el punto penal     |                                                                                |                                                           |                                                           |
|                              | Janjić · Lach · Ritzka · Choroba · Schröder · Haeder · Stöckner · Andzouana · Schöppner |                                | Wahl · Khelifi · Mühling · Porath · Iyoha · Lee · Schmidt · Eberwein · Neumann |                                                           |                                                           |

| 30 de octubre de 2019, 18:30 | Kaiserslautern                                            | 2:2 (2:2, 1:1) (t. s.)(6:5 p.) | Núremberg                                            | Fritz-Walter-Stadion, Kaiserslautern                       |                                                            |
|                              | Thiele 8' (pen.) 74' (pen.)                               | DFB Reporte Soccerway Reporte  | Jäger 15' · Frey 89'                                 | Asistencia: 21 714 espectadores Árbitro(s): Guido Winkmann | Asistencia: 21 714 espectadores Árbitro(s): Guido Winkmann |
|                              |                                                           | Tiros desde el punto penal     |                                                      |                                                            |                                                            |
|                              | Kraus · Röser · Starke · Kühlwetter · Hemlein · Bjarnason |                                | Geis · Hack · Dovedan · Frey · Sørensen · Handwerker |                                                            |                                                            |

| 30 de octubre de 2019, 20:45 | Borussia Dortmund | 2:1 (0:0)                     | Borussia Mönchengladbach | Signal Iduna Park, Dortmund                                 |                                                             |
|                              | Brandt 77' 80'    | DFB Reporte Soccerway Reporte | Thuram 71'               | Asistencia: 79 800 espectadores Árbitro(s): Benjamin Cortus | Asistencia: 79 800 espectadores Árbitro(s): Benjamin Cortus |

| 30 de octubre de 2019, 20:45 | St. Pauli         | 1:2 (1:2)                     | Eintracht Frankfurt | Millerntor-Stadion, Hamburgo                                    |                                                                 |
|                              | Sobota 42' (pen.) | DFB Reporte Soccerway Reporte | Dost 4' 16'         | Asistencia: 29 373 espectadores Árbitro(s): Matthias Jöllenbeck | Asistencia: 29 373 espectadores Árbitro(s): Matthias Jöllenbeck |

| 30 de octubre de 2019, 20:45 | Hertha Berlín                                         | 3:3 (2:2, 0:1) (t. s.)(5:4 p.) | Dinamo Dresde                                   | Estadio Olímpico, Berlín                                   |                                                            |
|                              | Lukebakio 48' · Duda 85' (pen.) · Torunarigha 120+2'  | DFB Reporte Soccerway Reporte  | Koné 36' · Ebert 90' (pen.) · Štor 107'         | Asistencia: 70 429 espectadores Árbitro(s): Tobias Stieler | Asistencia: 70 429 espectadores Árbitro(s): Tobias Stieler |
|                              |                                                       | Tiros desde el punto penal     |                                                 |                                                            |                                                            |
|                              | Ibišević · Darida · Dilrosun · Rekik · Selke · Grujić |                                | Ebert · Horvath · Müller · Koné · Štor · Ehlers |                                                            |                                                            |

| 30 de octubre de 2019, 20:45 | Fortuna Düsseldorf             | 2:1 (1:1)                     | Erzgebirge Aue | Merkur Spiel-Arena, Düsseldorf                             |                                                            |
|                              | Hennings 45' (pen.) · Nuhu 75' | DFB Reporte Soccerway Reporte | Krüger 12'     | Asistencia: 20 141 espectadores Árbitro(s): Tobias Reichel | Asistencia: 20 141 espectadores Árbitro(s): Tobias Reichel |

### Fase final
|  | Octavos de final    | Octavos de final    |                     |       | Cuartos de final | Cuartos de final |  |  | Semifinales     | Semifinales     |  |  | Final      | Final      |
|  | 4 y 5 de febrero    | 4 y 5 de febrero    |                     |       | 3 y 4 de marzo   | 3 y 4 de marzo   |  |  | 9 y 10 de junio | 9 y 10 de junio |  |  | 4 de julio | 4 de julio |
|  |                     |                     |                     |       |                  |                  |  |  |                 |                 |  |  |            |            |
|  |                     |                     |                     |       |                  |                  |  |  |                 |                 |  |  |            |            |
|  |                     |                     |                     |       |                  |                  |  |  |                 |                 |  |  |            |            |
|  | Saarbrücken (p.)    | 0 (5)               |                     |       |                  |                  |  |  |                 |                 |  |  |            |            |
|  | Saarbrücken (p.)    | 0 (5)               |                     |       |                  |                  |  |  |                 |                 |  |  |            |            |
|  | Karlsruher          | 0 (3)               |                     |       |                  |                  |  |  |                 |                 |  |  |            |            |
|  | Karlsruher          | 0 (3)               | Saarbrücken (p.)    | 1 (7) |                  |                  |  |  |                 |                 |  |  |            |            |
|  |                     |                     |                     | 1 (7) |                  |                  |  |  |                 |                 |  |  |            |            |
|  |                     | Fortuna Düsseldorf  | 1 (6)               |       |                  |                  |  |  |                 |                 |  |  |            |            |
|  | Kaiserslautern      | Fortuna Düsseldorf  | 1 (6)               | 2     |                  |                  |  |  |                 |                 |  |  |            |            |
|  | Kaiserslautern      |                     |                     | 2     |                  |                  |  |  |                 |                 |  |  |            |            |
|  | Fortuna Düsseldorf  | 5                   |                     |       |                  |                  |  |  |                 |                 |  |  |            |            |
|  | Fortuna Düsseldorf  | 5                   | Saarbrücken         | 0     |                  |                  |  |  |                 |                 |  |  |            |            |
|  |                     |                     |                     | 0     |                  |                  |  |  |                 |                 |  |  |            |            |
|  |                     | Bayer Leverkusen    | 3                   |       |                  |                  |  |  |                 |                 |  |  |            |            |
|  | Bayer Leverkusen    | Bayer Leverkusen    | 3                   | 2     |                  |                  |  |  |                 |                 |  |  |            |            |
|  | Bayer Leverkusen    |                     |                     | 2     |                  |                  |  |  |                 |                 |  |  |            |            |
|  | Stuttgart           | 1                   |                     |       |                  |                  |  |  |                 |                 |  |  |            |            |
|  | Stuttgart           | 1                   | Bayer Leverkusen    | 3     |                  |                  |  |  |                 |                 |  |  |            |            |
|  |                     |                     |                     | 3     |                  |                  |  |  |                 |                 |  |  |            |            |
|  |                     | Union Berlín        | 1                   |       |                  |                  |  |  |                 |                 |  |  |            |            |
|  | Verl                | Union Berlín        | 1                   | 0     |                  |                  |  |  |                 |                 |  |  |            |            |
|  | Verl                |                     |                     | 0     |                  |                  |  |  |                 |                 |  |  |            |            |
|  | Union Berlín        | 1                   |                     |       |                  |                  |  |  |                 |                 |  |  |            |            |
|  | Union Berlín        | 1                   | Bayer Leverkusen    | 2     |                  |                  |  |  |                 |                 |  |  |            |            |
|  |                     |                     |                     | 2     |                  |                  |  |  |                 |                 |  |  |            |            |
|  |                     | Bayern Múnich       | 4                   |       |                  |                  |  |  |                 |                 |  |  |            |            |
|  | Schalke 04 (t. s.)  | Bayern Múnich       | 4                   | 3     |                  |                  |  |  |                 |                 |  |  |            |            |
|  | Schalke 04 (t. s.)  |                     |                     | 3     |                  |                  |  |  |                 |                 |  |  |            |            |
|  | Hertha Berlín       | 2                   |                     |       |                  |                  |  |  |                 |                 |  |  |            |            |
|  | Hertha Berlín       | 2                   | Schalke 04          | 0     |                  |                  |  |  |                 |                 |  |  |            |            |
|  |                     |                     |                     | 0     |                  |                  |  |  |                 |                 |  |  |            |            |
|  |                     | Bayern Múnich       | 1                   |       |                  |                  |  |  |                 |                 |  |  |            |            |
|  | Bayern Múnich       | Bayern Múnich       | 1                   | 4     |                  |                  |  |  |                 |                 |  |  |            |            |
|  | Bayern Múnich       |                     |                     | 4     |                  |                  |  |  |                 |                 |  |  |            |            |
|  | Hoffenheim          | 3                   |                     |       |                  |                  |  |  |                 |                 |  |  |            |            |
|  | Hoffenheim          | 3                   | Bayern Múnich       | 2     |                  |                  |  |  |                 |                 |  |  |            |            |
|  |                     |                     |                     | 2     |                  |                  |  |  |                 |                 |  |  |            |            |
|  |                     | Eintracht Frankfurt | 1                   |       |                  |                  |  |  |                 |                 |  |  |            |            |
|  | Eintracht Frankfurt | Eintracht Frankfurt | 1                   | 3     |                  |                  |  |  |                 |                 |  |  |            |            |
|  | Eintracht Frankfurt |                     |                     | 3     |                  |                  |  |  |                 |                 |  |  |            |            |
|  | RB Leipzig          | 1                   |                     |       |                  |                  |  |  |                 |                 |  |  |            |            |
|  | RB Leipzig          | 1                   | Eintracht Frankfurt | 2     |                  |                  |  |  |                 |                 |  |  |            |            |
|  |                     |                     |                     | 2     |                  |                  |  |  |                 |                 |  |  |            |            |
|  |                     | Werder Bremen       | 0                   |       |                  |                  |  |  |                 |                 |  |  |            |            |
|  | Werder Bremen       | Werder Bremen       | 0                   | 3     |                  |                  |  |  |                 |                 |  |  |            |            |
|  | Werder Bremen       |                     |                     | 3     |                  |                  |  |  |                 |                 |  |  |            |            |
|  | Borussia Dortmund   | 2                   |                     |       |                  |                  |  |  |                 |                 |  |  |            |            |
|  | Borussia Dortmund   | 2                   |                     |       |                  |                  |  |  |                 |                 |  |  |            |            |

### Octavos de final
El sorteo para los octavos de final se realizó el 3 de noviembre de 2019 a las 18:00, con Turid Knaak emparejando los partidos. Los ocho partidos tuvieron lugar el 4 y 5 de febrero de 2020.
| 4 de febrero de 2020, 18:30 | Eintracht Frankfurt                       | 3:1 (1:0)                     | RB Leipzig | Commerzbank-Arena, Fráncfort                            |                                                         |
|                             | André Silva 17' (pen.) · Kostić 51' 90+5' | DFB Reporte Soccerway Reporte | Olmo 68'   | Asistencia: 47 000 espectadores Árbitro(s): Felix Brych | Asistencia: 47 000 espectadores Árbitro(s): Felix Brych |

| 4 de febrero de 2020, 18:30 | Kaiserslautern            | 2:5 (2:1)                     | Fortuna Düsseldorf                                          | Fritz-Walter-Stadion, Kaiserslautern                       |                                                            |
|                             | Kühlwetter 10' 39' (pen.) | DFB Reporte Soccerway Reporte | Ampomah 9' · Hennings 49' 78' · Zimmermann 65' · Stöger 83' | Asistencia: 35 340 espectadores Árbitro(s): Markus Schmidt | Asistencia: 35 340 espectadores Árbitro(s): Markus Schmidt |

| 4 de febrero de 2020, 20:45 | Schalke 04                             | 3:2 (2:2, 0:2) (t. s.)        | Hertha Berlín          | Veltins-Arena, Gelsenkirchen                            |                                                         |
|                             | Caligiuri 76' · Harit 82' · Raman 115' | DFB Reporte Soccerway Reporte | Köpke 12' · Piątek 39' | Asistencia: 53 525 espectadores Árbitro(s): Harm Osmers | Asistencia: 53 525 espectadores Árbitro(s): Harm Osmers |

| 4 de febrero de 2020, 20:45 | Werder Bremen                             | 3:2 (2:0)                     | Borussia Dortmund      | Weserstadion, Bremen                                       |                                                            |
|                             | Selke 16' · Bittencourt 30' · Rashica 70' | DFB Reporte Soccerway Reporte | Håland 67' · Reyna 78' | Asistencia: 42 100 espectadores Árbitro(s): Guido Winkmann | Asistencia: 42 100 espectadores Árbitro(s): Guido Winkmann |

| 5 de febrero de 2020, 18:30 | Bayer Leverkusen                | 2:1 (0:0)                     | Stuttgart       | BayArena, Leverkusen                                          |                                                               |
|                             | Bredlow 72' (a.g.) · Alario 83' | DFB Reporte Soccerway Reporte | Wamangituka 85' | Asistencia: 20 000 espectadores Árbitro(s): Bibiana Steinhaus | Asistencia: 20 000 espectadores Árbitro(s): Bibiana Steinhaus |

| 5 de febrero de 2020, 18:30 | Verl | 0:1 (0:0)                     | Union Berlín | Sportclub Arena, Verl                                    |                                                          |
|                             |      | DFB Reporte Soccerway Reporte | Andrich 85'  | Asistencia: 5135 espectadores Árbitro(s): Sven Jablonski | Asistencia: 5135 espectadores Árbitro(s): Sven Jablonski |

| 5 de febrero de 2020, 20:45 | Bayern Múnich                                        | 4:3 (3:1)                     | Hoffenheim                           | Allianz Arena, Múnich                                        |                                                              |
|                             | Hübner 13' (a.g.) · Müller 20' · Lewandowski 36' 80' | DFB Reporte Soccerway Reporte | Boateng 8' (a.g.) · Dabour 82' 90+2' | Asistencia: 71 500 espectadores Árbitro(s): Sascha Stegemann | Asistencia: 71 500 espectadores Árbitro(s): Sascha Stegemann |

| 5 de febrero de 2020, 20:45 | Saarbrücken                                 | 0:0 (t. s.)(5:3 p.)           | Karlsruher                            | Hermann-Neuberger-Stadion, Völklingen                  |                                                        |
|                             |                                             | DFB Reporte Soccerway Reporte |                                       | Asistencia: 6800 espectadores Árbitro(s): Sören Storks | Asistencia: 6800 espectadores Árbitro(s): Sören Storks |
|                             |                                             | Tiros desde el punto penal    |                                       |                                                        |                                                        |
|                             | Zellner · Golley · Zeitz · Miotke · Schorch |                               | Hofmann · Djuricin · Pisot · Wanitzek |                                                        |                                                        |

### Cuartos de final
El sorteo para los cuartos de final se realizó el 9 de febrero de 2020 a las 18:00, con Cacau emparejando los partidos. Los cuatro partidos tuvieron lugar el 3 y 4 de marzo de 2020.
| 3 de marzo de 2020, 18:30 | Saarbrücken                                                                                | 1:1 (1:1, 1:0) (t. s.)(7:6 p.) | Fortuna Düsseldorf                                                                                     | Hermann-Neuberger-Stadion, Völklingen                   |                                                         |
|                           | Jänicke 31'                                                                                | DFB Reporte Soccerway Reporte  | Jørgensen 90'                                                                                          | Asistencia: 6800 espectadores Árbitro(s): Deniz Aytekin | Asistencia: 6800 espectadores Árbitro(s): Deniz Aytekin |
|                           |                                                                                            | Tiros desde el punto penal     | |                                                         |                                                         |
|                           | Zellner · Jacob · Zeitz · Golley · Schorch · Andrist · Froese · Barylla · Jänicke · Müller |                                | Ayhan · Hennings · Karaman · Skrzybski · Stöger · Zimmermann · Suttner · Ampomah · Morales · Jørgensen |                                                         |                                                         |

| 3 de marzo de 2020, 20:45 | Schalke 04 | 0:1 (0:1)                     | Bayern Múnich | Veltins-Arena, Gelsenkirchen                               |                                                            |
|                           |            | DFB Reporte Soccerway Reporte | Kimmich 40'   | Asistencia: 62 271 espectadores Árbitro(s): Tobias Stieler | Asistencia: 62 271 espectadores Árbitro(s): Tobias Stieler |

| 4 de marzo de 2020, 18:30 | Bayer Leverkusen                           | 3:1 (0:1)                     | Union Berlín   | BayArena, Leverkusen                                        |                                                             |
|                           | Bellarabi 72' · Aránguiz 86' · Diaby 90+1' | DFB Reporte Soccerway Reporte | Ingvartsen 39' | Asistencia: 18 453 espectadores Árbitro(s): Benjamin Cortus | Asistencia: 18 453 espectadores Árbitro(s): Benjamin Cortus |

| 4 de marzo de 2020, 20:45 | Eintracht Frankfurt             | 2:0 (1:0)                     | Werder Bremen | Commerzbank-Arena, Fráncfort                             |                                                          |
|                           | Silva 45+6' (pen.) · Kamada 60' | DFB Reporte Soccerway Reporte |               | Asistencia: 51 500 espectadores Árbitro(s): Felix Zwayer | Asistencia: 51 500 espectadores Árbitro(s): Felix Zwayer |

### Semifinales
El sorteo de las semifinales fue el 8 de marzo de 2020 a las 18:00, con Almuth Schult emparejando los partidos. Los dos partidos tuvieron lugar entre el 9 y 10 de junio de 2020.
| 9 de junio de 2020, 20:45 | Saarbrücken | 0:3 (0:2)                     | Bayer Leverkusen                       | Hermann-Neuberger-Stadion, Völklingen                 |                                                       |
|                           |             | DFB Reporte Soccerway Reporte | Diaby 11' · Alario 19' · Bellarabi 58' | Asistencia: 0 espectadores Árbitro(s): Guido Winkmann | Asistencia: 0 espectadores Árbitro(s): Guido Winkmann |

| 10 de junio de 2020, 20:45 | Bayern Múnich             | 2:1 (1:0)                     | Eintracht Frankfurt | Allianz Arena, Múnich                              |                                                    |
|                            | Perišić · Lewandowski 74' | DFB Reporte Soccerway Reporte | Da Costa 69'        | Asistencia: 0 espectadores Árbitro(s): Marco Fritz | Asistencia: 0 espectadores Árbitro(s): Marco Fritz |

### Final
| 4 de julio de 2020, 20:00 | Bayer Leverkusen                     | 2:4 (0:2)                     | Bayern Múnich                                | Estadio Olímpico, Berlín                                             |                                                                      |
|                           | S. Bender 63' · Havertz 90+5' (pen.) | DFB Reporte Soccerway Reporte | Alaba 16' · Gnabry 24' · Lewandowski 59' 89' | Asistencia: 0 espectadores Árbitro(s): Tobias Welz VAR: Felix Zwayer | Asistencia: 0 espectadores Árbitro(s): Tobias Welz VAR: Felix Zwayer |

| 1          | Guardameta     | Lukáš Hrádecký        |     |
| 18         | Defensa        | Wendell               |     |
| 12         | Defensa        | Edmond Tapsoba        |     |
| 5          | Defensa        | Sven Bender           |     |
| 8          | Defensa        | Lars Bender           | 82' |
| 15         | Centrocampista | Julian Baumgartlinger | 46' |
| 20         | Centrocampista | Charles Aránguiz      |     |
| 9          | Centrocampista | Leon Bailey           | 76' |
| 11         | Centrocampista | Nadiem Amiri          | 46' |
| 19         | Centrocampista | Moussa Diaby          |     |
| 29         | Delantero      | Kai Havertz           |     |
| Entrenador | Entrenador     | Peter Bosz            |     |

| 1          | Guardameta     | Manuel Neuer       |     |
| 5          | Defensa        | Benjamin Pavard    |     |
| 27         | Defensa        | David Alaba        |     |
| 17         | Defensa        | Jérôme Boateng     | 69' |
| 19         | Defensa        | Alphonso Davies    |     |
| 32         | Centrocampista | Joshua Kimmich     |     |
| 18         | Centrocampista | Leon Goretzka      |     |
| 22         | Centrocampista | Serge Gnabry       | 87' |
| 25         | Centrocampista | Thomas Müller      | 87' |
| 29         | Centrocampista | Kingsley Coman     | 64' |
| 9          | Delantero      | Robert Lewandowski |     |
| Entrenador | Entrenador     | Hans-Dieter Flick  |     |

| 31 | Delantero      | Kevin Volland   | 46' |
| 10 | Centrocampista | Kerem Demirbay  | 46' |
| 38 | Centrocampista | Karim Bellarabi | 76' |
| 23 | Defensa        | Mitchell Weiser | 82' |

| 14 | Centrocampista | Ivan Perišić      | 64' |
| 21 | Defensa        | Lucas Hernández   | 69' |
| 10 | Centrocampista | Philippe Coutinho | 87' |
| 6  | Centrocampista | Thiago Alcántara  | 87' |

| Anotado         | 63'   | Sven Bender | 1–3 |
| Anotado · Penal | 90+5' | Kai Havertz | 2–4 |

| Anotado | 16' | David Alaba        | 0–1 |
| Anotado | 24' | Serge Gnabry       | 0–2 |
| Anotado | 59' | Robert Lewandowski | 0–3 |
| Anotado | 89' | Robert Lewandowski | 1–4 |

| Amonestado | 28' | Wendell |

| Amonestado | 67' | Robert Lewandowski |

| Árbitro             | Tobias Welz     |
| Árbitros asistentes | Rafael Foltyn   |
| Árbitros asistentes | Martin Thomsen  |
| Cuarto Árbitro      | Patrick Ittrich |
| Adicionales VAR     | Felix Zwayer    |
| Adicionales VAR     | Marco Achmüller |

| 1          | Guardameta     | Lukáš Hrádecký        |     |
| 18         | Defensa        | Wendell               |     |
| 12         | Defensa        | Edmond Tapsoba        |     |
| 5          | Defensa        | Sven Bender           |     |
| 8          | Defensa        | Lars Bender           | 82' |
| 15         | Centrocampista | Julian Baumgartlinger | 46' |
| 20         | Centrocampista | Charles Aránguiz      |     |
| 9          | Centrocampista | Leon Bailey           | 76' |
| 11         | Centrocampista | Nadiem Amiri          | 46' |
| 19         | Centrocampista | Moussa Diaby          |     |
| 29         | Delantero      | Kai Havertz           |     |
| Entrenador | Entrenador     | Peter Bosz            |     |

| 1          | Guardameta     | Manuel Neuer       |     |
| 5          | Defensa        | Benjamin Pavard    |     |
| 27         | Defensa        | David Alaba        |     |
| 17         | Defensa        | Jérôme Boateng     | 69' |
| 19         | Defensa        | Alphonso Davies    |     |
| 32         | Centrocampista | Joshua Kimmich     |     |
| 18         | Centrocampista | Leon Goretzka      |     |
| 22         | Centrocampista | Serge Gnabry       | 87' |
| 25         | Centrocampista | Thomas Müller      | 87' |
| 29         | Centrocampista | Kingsley Coman     | 64' |
| 9          | Delantero      | Robert Lewandowski |     |
| Entrenador | Entrenador     | Hans-Dieter Flick  |     |

| 31 | Delantero      | Kevin Volland   | 46' |
| 10 | Centrocampista | Kerem Demirbay  | 46' |
| 38 | Centrocampista | Karim Bellarabi | 76' |
| 23 | Defensa        | Mitchell Weiser | 82' |

| 14 | Centrocampista | Ivan Perišić      | 64' |
| 21 | Defensa        | Lucas Hernández   | 69' |
| 10 | Centrocampista | Philippe Coutinho | 87' |
| 6  | Centrocampista | Thiago Alcántara  | 87' |

| Anotado         | 63'   | Sven Bender | 1–3 |
| Anotado · Penal | 90+5' | Kai Havertz | 2–4 |

| Anotado | 16' | David Alaba        | 0–1 |
| Anotado | 24' | Serge Gnabry       | 0–2 |
| Anotado | 59' | Robert Lewandowski | 0–3 |
| Anotado | 89' | Robert Lewandowski | 1–4 |

| Amonestado | 28' | Wendell |

| Amonestado | 67' | Robert Lewandowski |

| Árbitro             | Tobias Welz     |
| Árbitros asistentes | Rafael Foltyn   |
| Árbitros asistentes | Martin Thomsen  |
| Cuarto Árbitro      | Patrick Ittrich |
| Adicionales VAR     | Felix Zwayer    |
| Adicionales VAR     | Marco Achmüller |

|                                   |
|                                   |
| Campeón Bayern Múnich 20.° título |

## Máximos goleadores
| Jugador            | Equipo             | Goles |
| ------------------ | ------------------ | ----- |
| Robert Lewandowski | Bayern de Múnich   | 6     |
| Rouwen Hennings    | Fortuna Düsseldorf | 4     |
| Lucas Alario       | Bayer Leverkusen   | 3     |
| Robert Andrich     | Unión Berlín       | 3     |
| Makana Baku        | Holstein Kiel      | 3     |
| Serdan Dursun      | Darmstadt 98       | 3     |